# Bona Espero
Bona Espero, que significa 'Buena Esperanza'... es una granja-escuela en el centro de Brasil. Empezó en 1957 con seis voluntarios que querían crear un centro internacional esperantista donde se pudiese fundar una escuela para niños pobres. Hay dos partes principales en Bona Espero, a saber: la hacienda o granja y la escuela.

## Objetivos y conquistas
En Bona Espero se protege y educa a niñas y niños sin familia o que anteriormente vivían en la miseria. Son alfabetizados (también por medio del esperanto y con la colaboración de voluntarios temporales) gracias al apoyo económico de esperantistas de varios países. El estado brasileño se limita a ayudar casi únicamente mediante el abastecimiento de electricidad gratuita. El estado también paga a las profesoras. Gracias a la entrega de los responsables de Bona Espero, más de 400 niñas y niños han sido ya alfabetizados a lo largo de los años; muchos han accedido a niveles superiores de educación y han seguido estudiando. Casi una veintena enseñan hoy en día, como profesores diplomados, en las ciudades vecinas.
Bona Espero usa el esperanto como lengua de comunicación internacional, pero el portugués es la lengua en que se enseña.

## Historia
Bona Espero fue fundada en 1957 por seis esperantistas (Arthur Velloso, Renato Diniz, Neuza Esteves de Araújo, Elisabeth Pointcaré, Inês Nunes de Andrade y Camélia Gomes da Silva). Para establecer el centro escogieron una meseta situada en el centro de Brasil. El lugar se encuentra cerca del pueblo Alto Paraíso, en una zona de protección medioambiental donde fue creado el parque nacional Chapada dos Veadeiros, a 1212 metros de altitud. Su objetivo era fundar un centro esperantista internacional donde se enseñase esperanto, de modo que empezaron por educar a niñas y niños de las proximidades para más tarde, en colaboración con el Ministerio de Justicia, educar y ayudar a jóvenes que han tenido problemas de abusos.
En 1974, tras un llamamiento internacional, llegaron los turineses Giuseppe y Ursula Grattapaglia. Se establecieron en la granja-escuela y desde entonces dirigen Bona Espero. Sin embargo, desde el año de su llegada hasta el día de hoy, ha habido muchos problemas entre los nuevos directores de Bona Espero y los habitantes locales y otras personas que han puesto en peligro la continuación del proyecto. Ursula y Giuseppe han sabido ir superando los obstáculos de manera pacífica.
En 1981, como resultado de la visita del matrimonio Grattapaglia a esperantistas en Alemania, fue creada en Münster la organización Bona Espero r.a., con el objetivo de apoyar la granja-escuela. Dicha organización aún contribuye enormemente al mantenimiento de Bona Espero.

## Modo de vida
En la granja-escuela la alimentación es vegetariana. Los principales ingredientes que componen la dieta son arroz o pasta o sopa de verduras, judías comunes (frijoles) o habas de soja, así como verduras y fruta. También se incluyen en el menú leche y queso para proveer a los pequeños de un mayor aporte de proteínas.

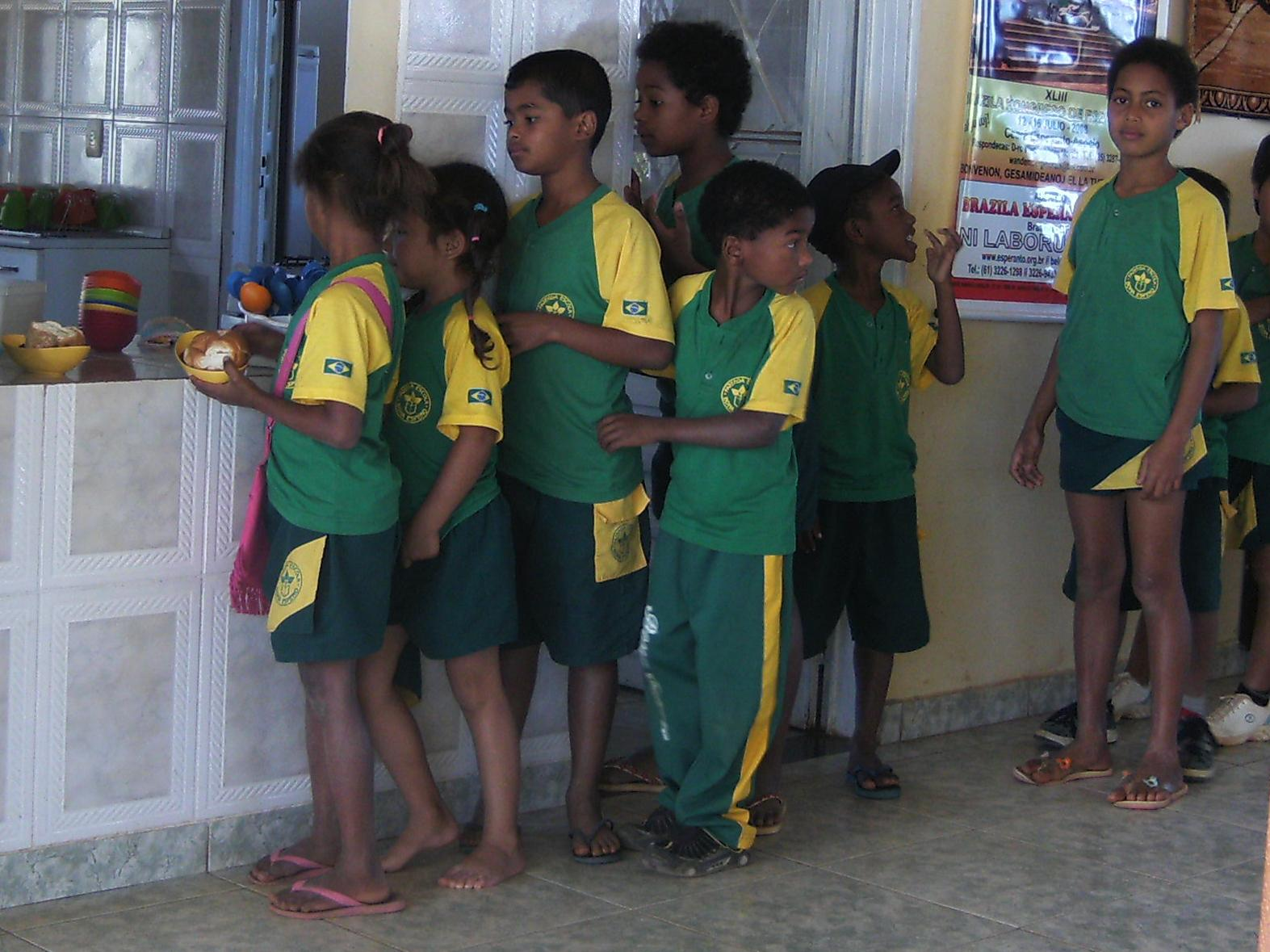
-->
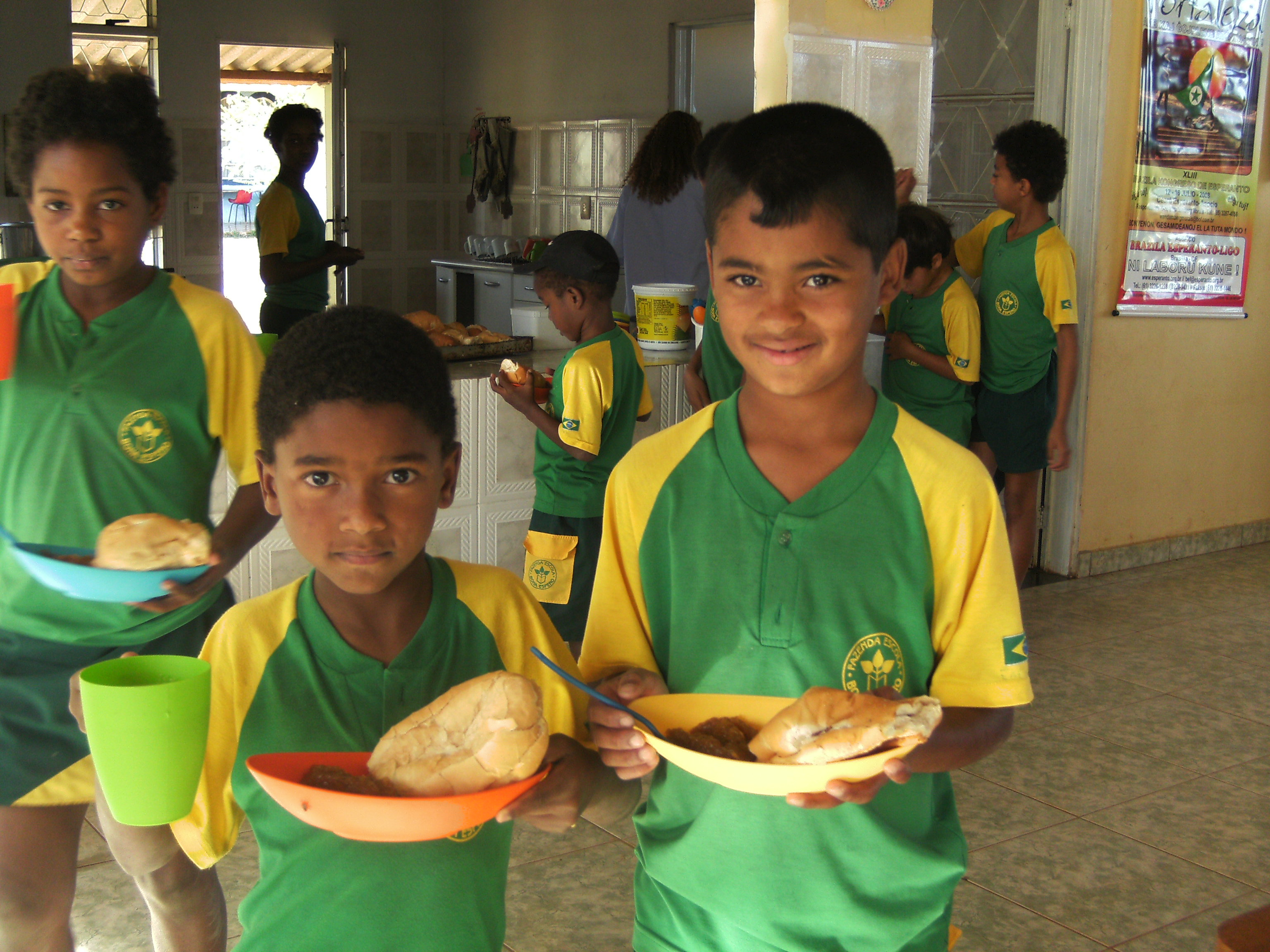
-->
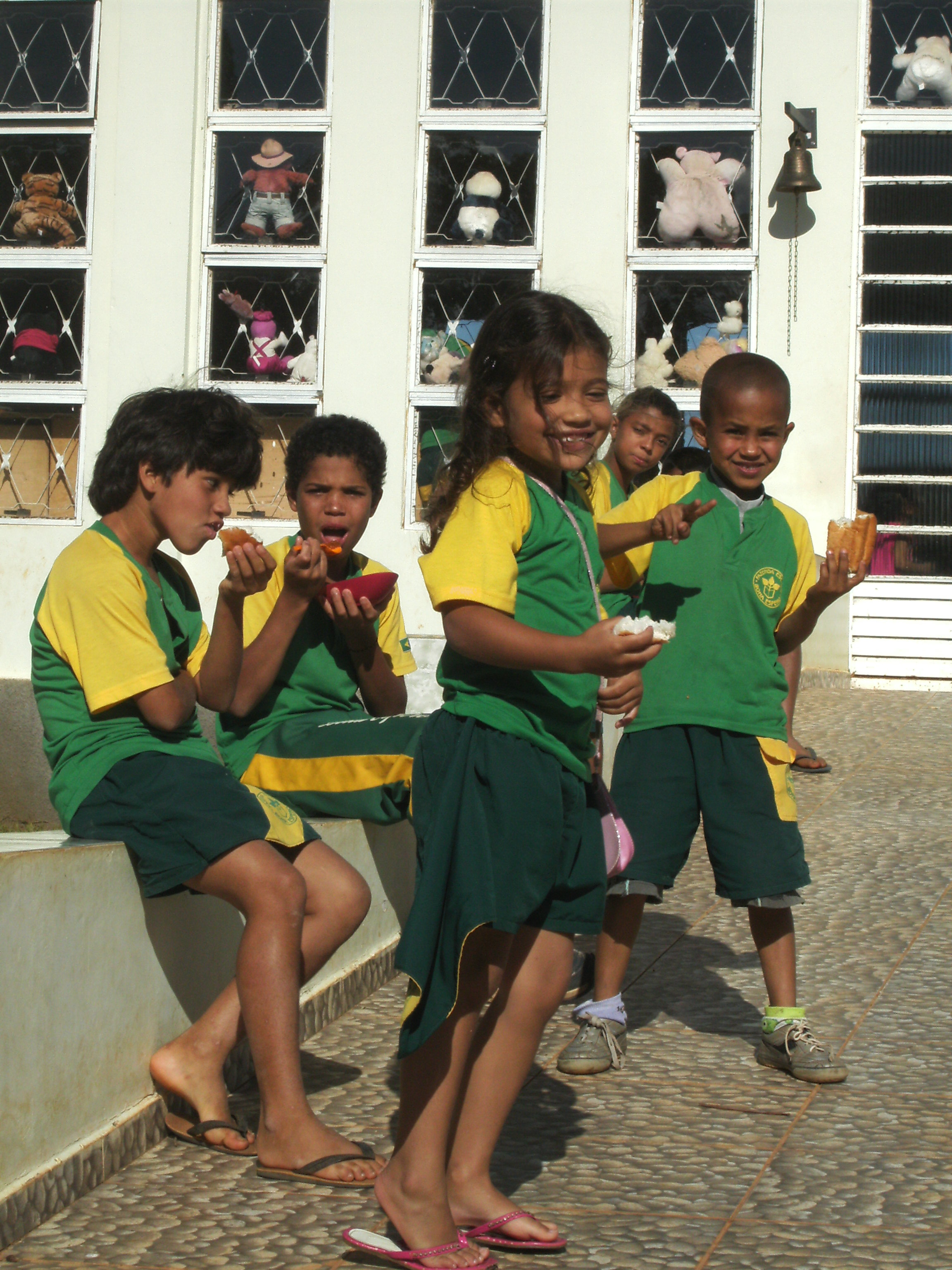
-->

El alumnado recibe cuatro comidas al día: por la mañana, al mediodía, por la tarde durante el recreo de las clases y por la noche.

## Alimentos
En la granja se producen en pequeña escala las verduras necesarias para la comunidad, ya que el suelo no es adecuado para la agricultura comercial. Dicha actividad agraria, que garantiza la casi total autonomía alimentaria de los cerca de treinta y seis habitantes, se lleva a cabo cuidadosamente, atendiendo a criterios medioambientales. El cultivo de las verduras y de los árboles frutales se impulsa mediante productos ecológicos (biológicos, orgánicos). Para luchar contra los parásitos no se usan productos químicos, sino que los numerosos pájaros y otros animales que viven en la finca solucionan el problema, siendo recompensados por las frutas y verduras que crecen en los huertos.
Sin embargo, para algunos cultivos, como las judías (habas, frijoles), se añaden abonos químicos (ricos en fosfatos y calcio). Del mismo modo, durante la plantación de 500 árboles, se enriqueció el suelo con un poco de fosfato, con excrementos bovinos y tierra.

## Edificios
Cuando llegaron los fundadores, éstos encontraron ruinas que más tarde fueron restauradas por Giuseppe y Ursula. Reconstruyeron la casa pionera, a orillas del río Mulungu. En ella había vivido un geógrafo alemán que realizó mediciones en la región de Goiás y abandonó la vivienda al acabar su trabajo. Dicha casa fue durante casi treinta años la residencia, la escuela, el comedor y la cocina.

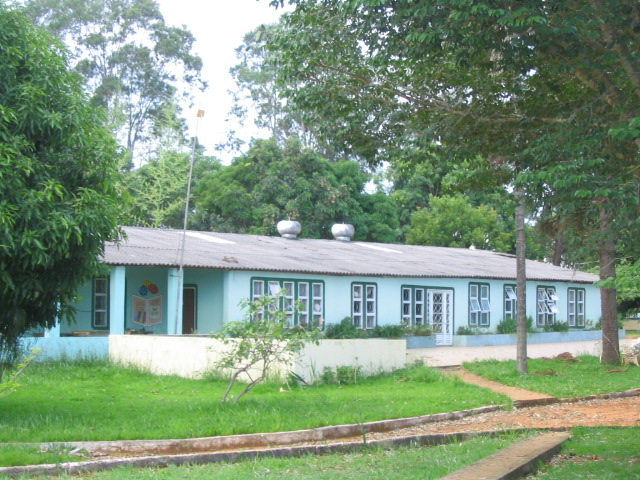
El edificio más antiguo de Bona Espero

En 1989 la dirección de la granja decidió construir un taller para enseñar a las niñas y niños trabajos manuales y para reparar o guardar los vehículos y herramientas.
En 1993 un grupo de esperantistas japoneses que visitó Bona Espero financió el monumento de la estrella por la paz, consistente en una columna de tres metros de altura sobre la cual se alza una estrella de cinco puntas (símbolo del esperanto) y, a ambos lados, la misma inscripción en portugués y esperanto.
En 2005 visitó la granja-escuela un grupo internacional de Oomoto, que pagó la construcción de la actual escuela y comedor; más tarde alemanes, franceses, brasileños y chinos financiaron otras partes de la granja.

## La presa
La presa, construida mediante un dique, permite a Bona Espero disponer siempre de agua corriente para beber, ducharse y regar las plantas. Según afirmó Giuseppe Grattapaglia, cuando la granja-escuela encargó un análisis químico a un instituto universitario, el analista se sorprendió ya que nunca antes había examinado una agua tan pura. Una bomba de ariete transporta el agua a los habitantes de Bona Espero. Dicha bomba está considerada el verdadero corazón de Bona Espero.
Al principio la presa sólo consistía de un muro, pero tras la llegada de Giuseppe y Ursula Grattapaglia, fue reforzada con tierra para formar el dique.

## Ayuda internacional
Al llegar Giuseppe y Ursula la granja-escuela malvivía con el dinero personal de sus habitantes. Pero poco a poco la ayuda monetaria internacional fue llegando desde Francia y sobre todo desde Alemania. Por ejemplo, la construcción del último edificio levantado en Bona Espero comenzó gracias al aporte de Oomoto internacional. Ya en 2004 Aneta Ubik, de Alemania, colaboró como profesora, y anteriormente Marit Bohr y la francesa Magali, el argentino Alejandre y el francés Patrick, Katarína de Eslovaquia, Vitalij desde Murmansk, Fernando del Uruguay, Tobias y Gabriella, Krystoph y Agnieszka, Riccardo de Italia y también Giovanna... es casi infinita la lista de personas que han deseado colaborar espontáneamente en los últimos veinte años.
Muchas voluntarias y voluntarios llegados de todas las partes del mundo han puesto su granito de arena en Bona Espero. Es una de las escasas ocasiones en las que los pequeños pueden aprender esperanto o conocer personas de otros países.
Actualmente y desde hace unas décadas, la asociación alemana Bona Espero r.a, ya mencionada, contribuye de manera decisiva enviando dinero cada mes para que la escuela pueda vivir más holgadamente.

## Sobre la granja-escuela
El director polaco Roman Dobrzyński lleva visitando Bona Espero desde hace veinticinco años y ha realizado dos películas acerca de la granja-escuela narrando los diversos cambios que ha sufrido el lugar. Ha publicado también el libro Bona Espero - idealo kaj realo (Bona Espero, ideal y realidad), presentado en el Congreso Universal de Esperanto de 2008.
- Datos: Q201017
- Multimedia: Bona Espero / Q201017